# Palau Ruzzini
El Palau Ruzzini és un palau de Venècia, l'últim dels que es troben al costat esquerre del Gran Canal i situat al barri de Cannaregio: l'adjacent Fontego dei Tedeschi forma part del barri de San Marco. El palau, molt a prop del Pont de Rialto, també és adjacent a la Casa Perducci.

## Història
Un edifici força recent, va ser construït cap a finals del segle XIX al solar que anteriorment albergava el Fontego dei Persiani, un edifici en ruïnes enderrocat el 1830.

## Arquitectura
D'estil neorenaixentista, té una façana extremadament esquemàtica, caracteritzada pel contrast entre el color dels maons i el de la pedra d'Ístria que corona les obertures, disposades segons el model que preveu dues finestres quadrifores al centre, envoltades de finestres monófores. Està distribuït en cinc plantes. Elements peculiars són el portal d'aigua i les dues petites finestres de tres llances de la planta baixa. L'escut familiar, situat sobre el portal i sostingut per un àngel, data de la segona meitat del segle XIV. L'escut rectangular de la façana lateral és contemporani, mentre que el del nivell entresol sota la teulada és una simple imitació.